# Brigade franco-allemande
Pour les articles homonymes, voir BFA.
La brigade franco-allemande ou BFA (en allemand, Deutsch-Französische Brigade) est une grande unité militaire binationale, française et allemande, créée le 2 octobre 1989. Son état-major est situé à Müllheim dans le Land du Bade-Wurtemberg en Allemagne et elle dispose d'unités stationnées de part et d'autre du Rhin : à Donaueschingen et Stetten am kalten Markt en Allemagne, à Metz, Illkirch-Graffenstaden et Sarrebourg en France.
Elle comprend des unités françaises (rattachées à la 1re division), des unités allemandes (rattachées à la 10. Panzerdivision) et des unités mixtes. Elle participe aux efforts de rapprochement franco-allemands tant en ce qui concerne les hommes, que les équipements ou les règlements.
Jusqu'en 2016, la  brigade franco-allemande était la seule grande unité interarmes placée dès le temps de paix sous le commandement opérationnel du corps européen de Strasbourg, dont elle constitue la capacité de réaction initiale. Elle totalise 6 000 hommes dans ses rangs et ses capacités sont sensiblement identiques à celles des brigades interarmes légères blindées.

## Les unités de la brigade

### Composition

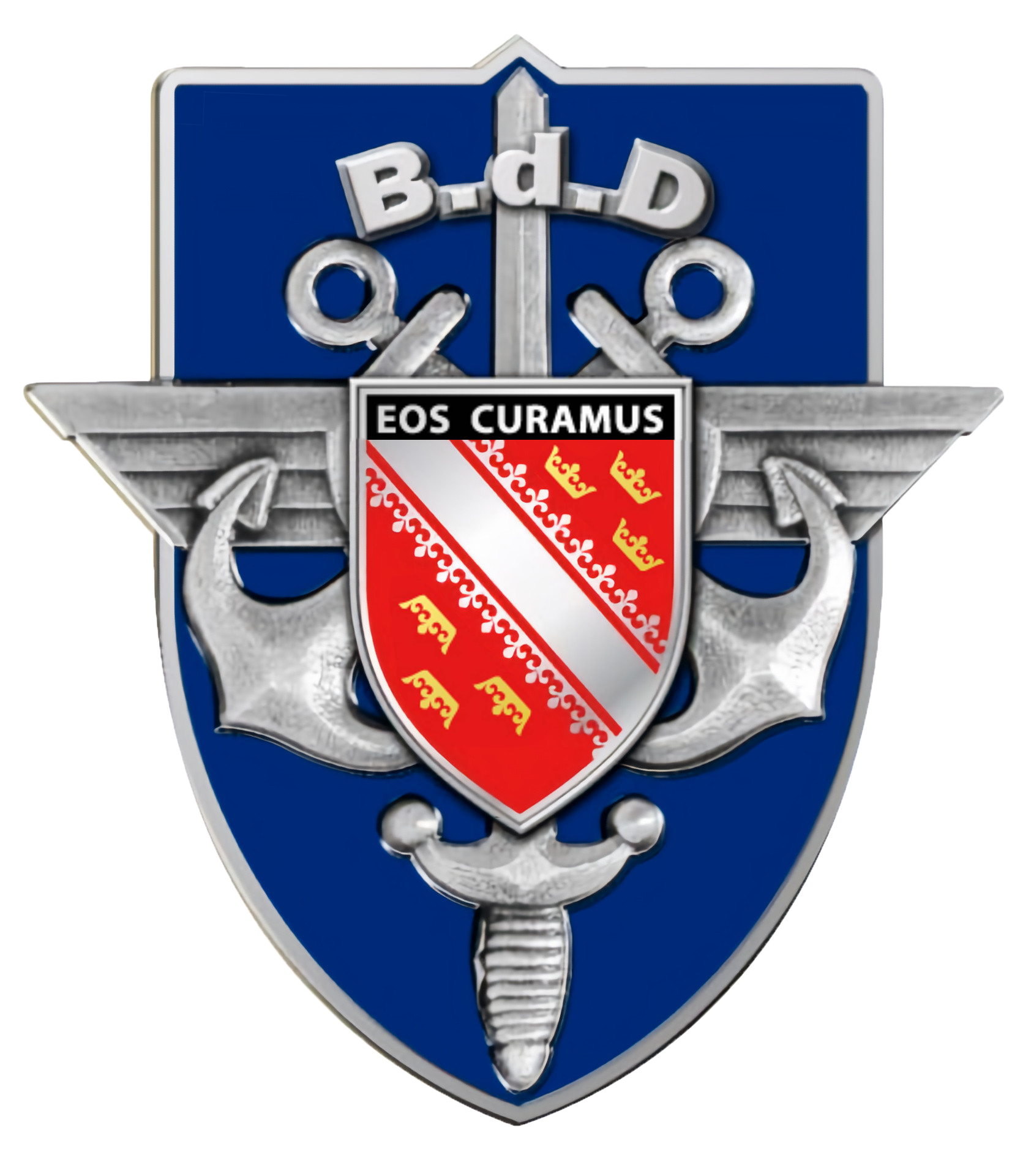
Les éléments français basés en Allemagne sont soutenus par le groupement de soutien de la base de défense de Strasbourg - Haguenau - Colmar

- L’état-major de la brigade franco-allemande (EM-BFA) est installé à Müllheim en Allemagne depuis le 1er octobre 1992.
- Bataillon de commandement et de soutien (franco-allemand / Müllheim)
  - Bataillon de logistique (franco-allemand)
    - 1 escadron de commandement et de logistique (franco-allemand / Müllheim)
    - 1 escadron de soutien (franco-allemand / Müllheim)
    - 1 escadron de transport (allemand / Müllheim)
    - 1 groupe de soutien (G.S) géré par la base de défense de Strasbourg (français / Müllheim)
    -  Compagnie d'état-major (franco-allemand / Müllheim)
    - 1 Compagnie de maintenance (3e CIE du Matériel Franco-Allemand) basée à Donaueschingen
- 1er régiment d'infanterie (français / Sarrebourg, France)
  - 1 compagnie de commandement et de logistique.
  - 4 compagnies de combat sur GRIFFON.
  - 1 section d'aide à l'engagement débarqué (SAED)
  - 1 section d'appui direct dotée de missiles MMP
  - 1 compagnie d'appui.
  - 1 compagnie constituée de réservistes.
- Jägerbataillon 291 (allemand / Illkirch-Graffenstaden, France)
  - 1 compagnie de commandement et de logistique (Illkirch-Graffenstaden depuis avril 2010, transfert depuis l'Allemagne jusqu'en 2012[3])
  - 2 compagnies de chasseurs (Illkirch-Graffenstaden)
  - 1 compagnie d'éclairage et de reconnaissance (Illkirch-Graffenstaden)

Le 291e Jägerbataillon en garnison à Illkirch-Graffenstaden depuis 2010 est la première unité allemande stationnée en France depuis la Seconde Guerre mondiale.
- 292e Jägerbataillon (allemand / Donaueschingen, Allemagne)
  - 1 compagnie de commandement et de logistique (Donaueschingen)
  - 3 compagnies de chasseurs (Donaueschingen)
  - 1 compagnie de chasseurs blindés (Stetten, puis Donaueschingen)
  - 1 compagnie de déploiement et de soutien (Meßstetten, puis Donaueschingen)
- Artilleriebataillon 295 (allemand / Stetten am kalten Markt, Allemagne)
  - 1 batterie de commandement et de logistique
  - 2 batteries d'artillerie légère
  - 1 batterie d'artillerie lourde
  - 2 batteries d'instruction (Sigmaringen)
- Panzerpionierkompanie 550 (allemand / Stetten am kalten Markt, Allemagne)
- 3e régiment de hussards (français / Metz, France)
  - 1 escadron de commandement et de logistique
  - 3 escadrons blindés de reconnaissance
  - 1 escadron de recherche et d'intervention antichar
  - 1 escadron de base et d'instruction

### Bataillon de commandement et de soutien

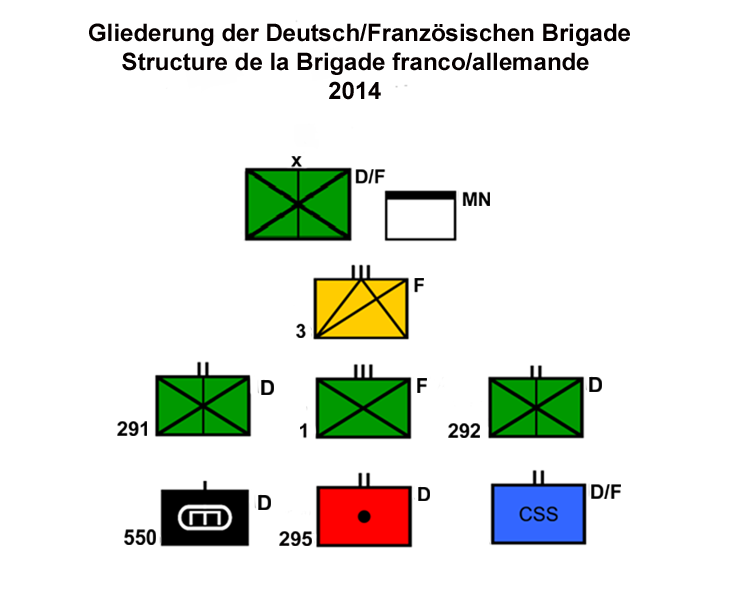
structure de la brigade de 2014

Le bataillon de commandement et de soutien est le seul bataillon complètement mixte de la brigade franco-allemande. Il est commandé en alternance et tous les deux ans par un chef de corps allemand ou français. Mis sur pied à Stetten en 1989, le bataillon de commandement et de soutien, après un stationnement provisoire d'un an sur la base aérienne de Bremgarten, a rejoint progressivement entre le 1er juillet 1993 et début 1995 sa garnison définitive de Müllheim.
Unité unique au monde, où soldats français et allemands servent quotidiennement côte à côte et remplissent ensemble leur devoir, le BCS remplit les missions incombant à sa vocation logistique au profit des unités françaises et allemandes de la brigade franco-allemande en temps de paix, de crise et de guerre dans les domaines du ravitaillement, du maintien en condition, du transport et du soutien santé.
En temps de paix, le BCS assure les fonctions suivantes :
- soutien logistique partiel d'unités françaises des FFECSA ⇒ Forces françaises et éléments civils stationnées en Allemagne (ravitaillement carburant, réparation de certains armements) ;
- soutien logistique des unités territoriales allemandes WBKW/ 10. Panzerdivision et Eurocorps + BQG (partie allemande) ;
- soutien administratif et technique de la Compagnie d'état-major (CIEM) et de l'escadron d'éclairage de brigade (dissous en 1998) ;
- participation aux nombreuses manœuvres nationales et interalliées dans le cadre de la préparation du BCS à sa mission guerre.

Actuellement réparti sur deux emprises majeures (Müllheim et Donaueschingen), le bataillon de commandement et de soutien comprend deux compagnies mixtes, commandées biannuellement par des officiers français ou allemands. Il compte également une compagnie allemande.
En tant que grande unité binationale, la brigade :
- couvre tout l'éventail des missions de l'UE et de l'OTAN ;
- constitue le noyau de la force d'entrée en premier du Corps européen, en application des concepts validés ;
- sert de noyau à la force de réaction rapide de l'OTAN dans le cadre de la NRF ⇒ Nato Response Force (en anglais) et au sein du Corps européen en tant que PC HRF(T) ;
- participe au système de réaction rapide de l'UE, dans le cadre du projet EU-Battlegroup ;
- est engagée sous le commandement d'un état-major national ;
- évolue vers une grande unité numérisée à l’interopérabilité maximale, modèle proposé aux autres nations européennes.

### Commandants de brigade
| N° | Nom                                         | Pays      | Début             | Fin               |
| -- | ------------------------------------------- | --------- | ----------------- | ----------------- |
| 18 | Brigadegeneral Christian Friedl (de)        | Allemagne | 17 juillet 2023   |                   |
| 17 | Général de brigade Jean-Philippe Leroux (d) | France    | 5 juillet 2021    | 17 juillet 2023   |
| 16 | Brigadegeneral Peter Mirow (de)             | Allemagne | 12 septembre 2019 | 5 juillet 2021    |
| 15 | Général de brigade Bertrand Boyard          | France    | 7 juillet 2017    | 12 septembre 2019 |
| 14 | Brigadegeneral Werner Albl (de)             | Allemagne | 1er juillet 2015  | 6 juillet 2017    |
| 13 | Général de brigade Marc Rudkiewicz          | France    | 15 juillet 2013   | 30 juin 2015      |
| 12 | Brigadegeneral Gert-Johannes Hagemann (de)  | Allemagne | 1er juillet 2011  | 30 avril 2013     |
| 11 | Général de brigade Philippe Chalmel         | France    | 24 septembre 2009 | 30 juin 2011      |
| 10 | Brigadegeneral Andreas Berg (de)            | Allemagne | 20 septembre 2007 | 24 septembre 2009 |
| 9  | Général de brigade Bruno Pinget             | France    | 22 septembre 2005 | 20 septembre 2007 |
| 8  | Brigadegeneral Walter Spindler (de)         | Allemagne | 12 septembre 2003 | 22 septembre 2005 |
| 7  | Général de brigade Bernard Oberto           | France    | 28 septembre 2001 | 12 septembre 2003 |
| 6  | Brigadegeneral Georg Nachtsheim (de)        | Allemagne | 24 octobre 1999   | 28 septembre 2001 |
| 5  | Général de brigade Alain Lefèvre            | France    | 29 septembre 1997 | 24 octobre 1999   |
| 4  | Brigadegeneral Hans-Otto Budde (de)         | Allemagne | 1995              | 1997              |
| 3  | Général de brigade Bernard Friedrich        | France    | 1993              | 1995              |
| 2  | Brigadegeneral Helmut Neubauer (de)         | Allemagne | 1991              | 1993              |
| 1  | Général de brigade Jean-Pierre Sengeisen    | France    | 1989              | 1991              |

## Participation française à l'avenir
La BFA n'est pas l'une des sept grandes unités mentionnées dans le Livre blanc sur la défense et la sécurité nationale de 2013. À ce moment, le niveau de participation future de l'armée de terre française dans la BFA n'est pas connu. En octobre 2013, le ministère de la défense français annonce que le 110e régiment d’infanterie, stationné à Donaueschingen, serait dissous dans le courant de l’année 2014 et remplacé par un nouveau régiment, aux capacités d’action supérieures, qui serait rattaché à la BFA afin de renforcer son efficacité opérationnelle. Le 110e RI est dissous le 24 juin 2014 lors d'une cérémonie à Donaueschingen. Le régiment est remplacé au sein de la brigade par le 1er RI qui est basé à Sarrebourg.

## Historique de la brigade
Les états-majors des deux parties arrêtent, au sein des organismes mixtes de coopération militaire, les décisions relatives à l'emploi, à la planification opérationnelle, à l'entraînement, à l'instruction et aux relations publiques de la brigade (conformément aux modalités définies par un traité bilatéral : l'accord entre le Gouvernement de la République française et le Gouvernement de la République fédérale d'Allemagne relatif à la Brigade franco-allemande du 10 décembre 2010).
La première participation de la BFA à une opération extérieure date de 1996 à Sarajevo, au sein de la division multinationale Sud-Est. Son état-major était alors stationné au camp de Rajlovac, sur la commune de Novi Grad.
Des éléments français et allemands de la BFA ont été engagés fin 2002, sous les ordres de l'officier général français commandant la Brigade, au sein de la brigade multinationale Sud-Est de la Sfor en Bosnie-Herzégovine.
Des éléments français et allemands de la BFA ont été engagés du mois d'août 2004 jusqu'au 11 février 2005, au sein de la Kaboul multinational Brigade (KMNB) sous le commandement de l'Eurocorps dans le cadre du 6e mandat de l'ISAF.
La Cour des comptes française note dans son rapport de 2011 que « cette brigade a fourni le cœur combattant d’un Groupement tactique de l’Union européenne en 2008, puis elle a défilé sur les Champs-Elysées le 14 juillet 2009. Elle a participé au tour d’alerte de l’Eurocorps en 2010 et son
engagement en Afghanistan pour la partie allemande se fera en septembre 2012 » et recommande la « refonte,
la réorganisation, voire la suppression » des corps militaires européens permanents, du fait de leur caractère disparate et de leur sous-utilisation chronique.

## Emblèmes

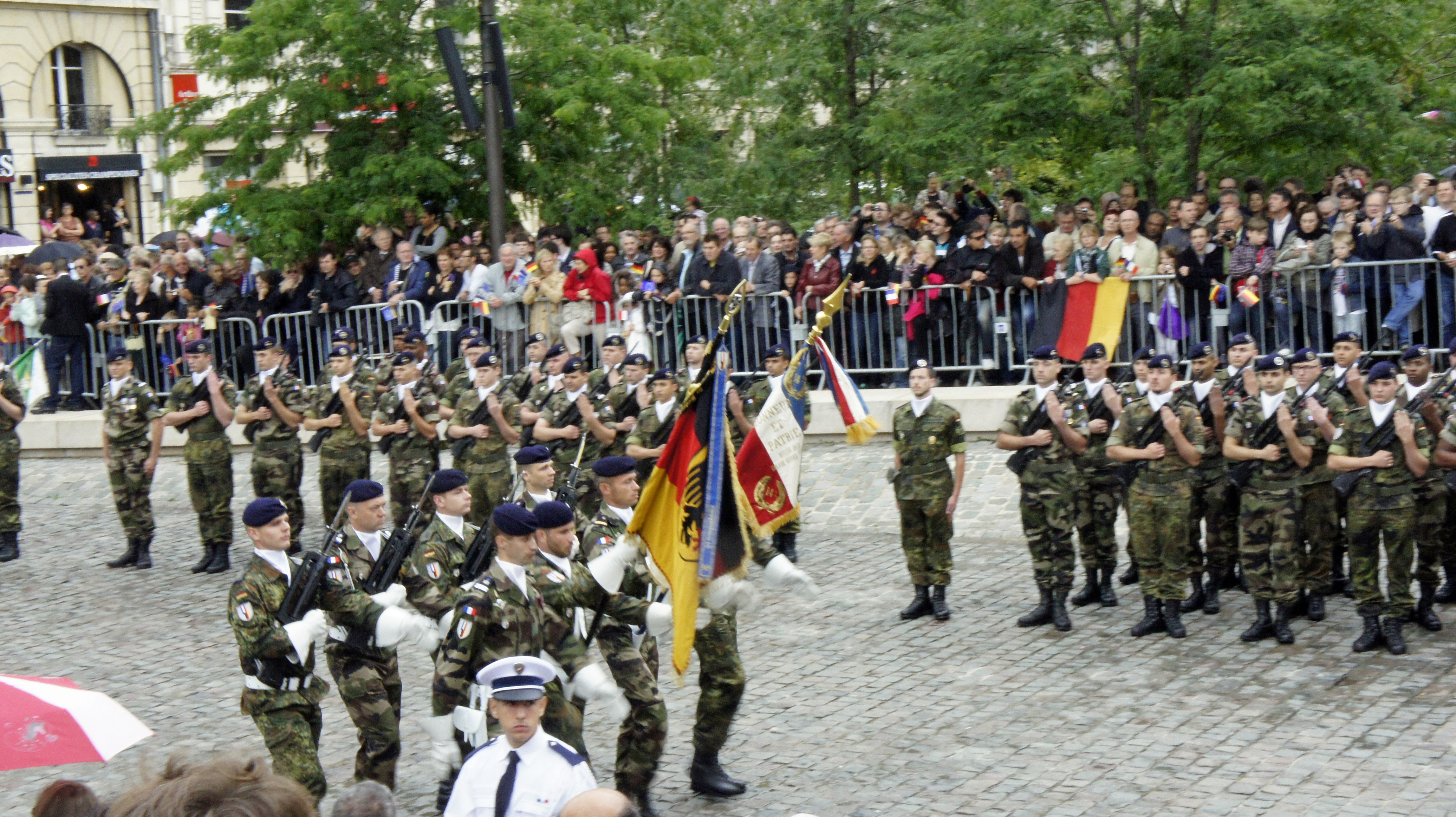
En 2012 à Reims commémorant les 50 ans de l'Entente Franco-Allemande.

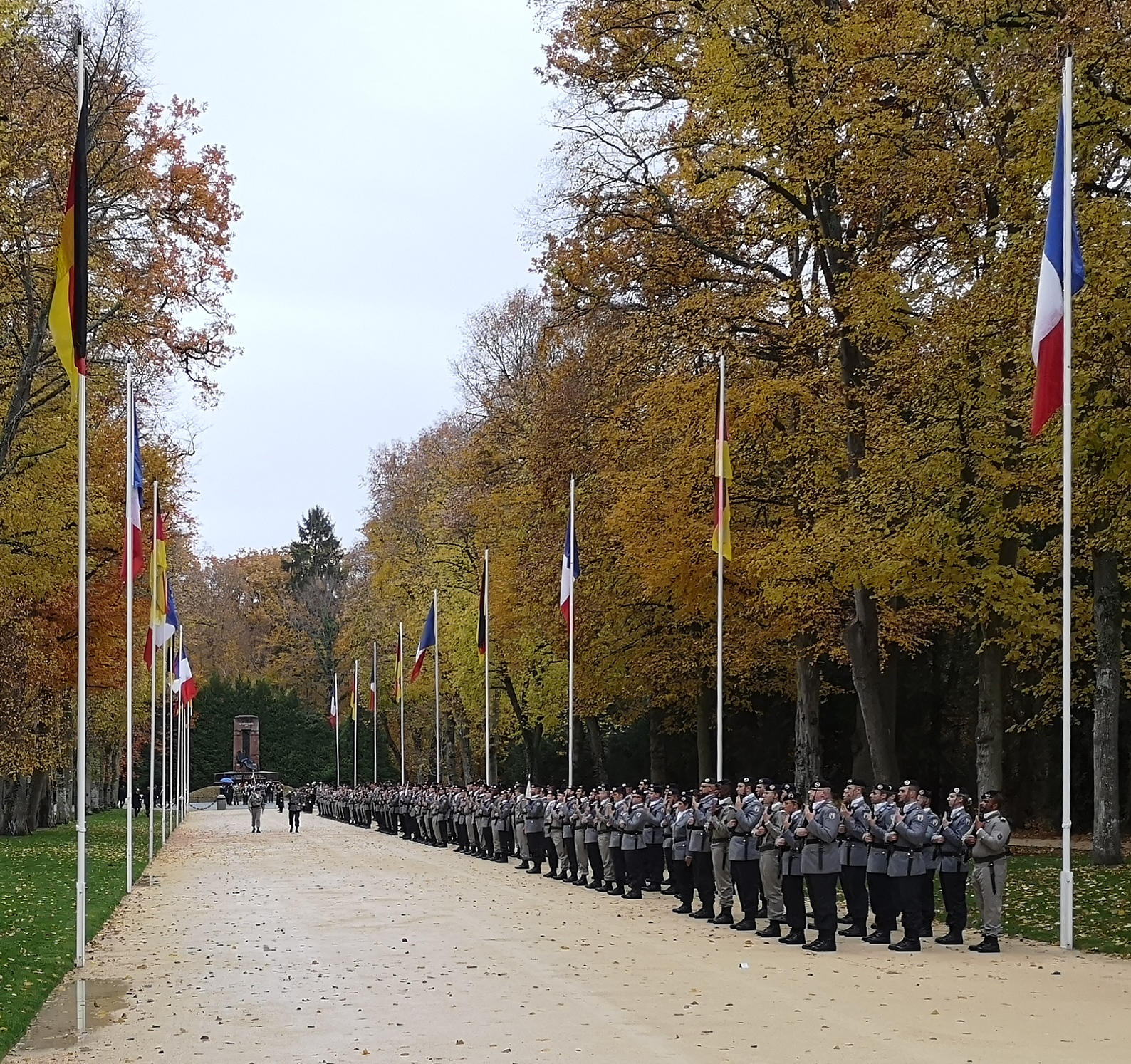
Entente Franco-Allemande, Clairière de l’Armistice

L'étendard français du Bataillon de commandement et de soutien est l'étendard du 14e régiment de commandement et de soutien (RCS) qui se trouvait à Lyon et dont le BCS a hérité des traditions. Il porte dans ses plis les inscriptions « Russie 1812 » et « Grande Guerre 1914-1918 ».
Le drapeau allemand du BCS est celui de la Bundeswehr (avec l'aigle), il porte deux cravates. Sur la première est brodée l'inscription suivante : « D/F Versorgungsbataillon » ainsi que l'insigne de la BFA. L'autre, remise en 2001 par le président du Land, porte l'inscription : « Der Ministerpräsident des Landes Baden Württemberg dem Deutsch-Französischen Versorgungsbataillon ».

## Infographie
- AFP/Joël Saget, « Envoi de soldats de la brigade franco-allemande au Mali », sur Le Monde, 18 janvier 2014 (consulté le 3 mars 2020)